# 大貫裕之
大貫 裕之（おおぬき ひろゆき、1958年 - ）は、日本の法学者。専門は行政法。学校法人中央大学常任理事、中央大学大学院法務研究科教授、法科大学院協会理事長、法務省司法試験委員会幹事。

## 人物・経歴
宮城県出身。東北大学法学部卒業。東北大学大学院法学研究科博士前期課程修了東北大学法学部助手。
1989年東北学院大学法学部専任講師。1992年東北学院大学法学部助教授、フリブール大学連邦制研究所研修。1993年ボルドー第1大学客員研究員。2001年東北学院大学法学部教授。
2003年中央大学法科大学院開設準備室教授。2004年中央大学大学院法務研究科教授、独立行政法人大学入試センター客員教授。2010年トゥールーズ第1大学客員教授（中央大学在外研究員）。2016年法務省司法試験委員会幹事。
2017年から法科大学院協会理事長として、法科大学院数の減少への対策にあたった。2018年中央大学副学長（-2020年6月）。2020年学校法人中央大学常任理事、中央大学ダイバーシティセンター所長

## 著書
- 『はじめての行政法』（石川敏行, 藤原静雄, 大久保規子, 下井康史と共著）有斐閣 2007年
- 『行政法 : 事案解析の作法』（土田伸也と共著）日本評論社 2010年
- 『事例別実務行政事件訴訟法』（宇佐見方宏と共編著）弘文堂 2014年
- 『実務行政事件訴訟法 : 事例別』（宇佐見方宏と共編著）弘文堂 2014年
- 『ダイアローグ行政法』日本評論社 2015年
- 『Law Practice行政法』（亘理格と共編）商事法務 2015年